# بلوگوریه (ناحیه، استان آمور)
بلوگوریه (به لاتین: Belogorye) یک منطقهٔ مسکونی در روسیه است که در استان آمور واقع شده‌است.